# Mutter-Kind-Pass
Mutter-Kind-Pass bezeichnet in Österreich eine Gesundheitsvorsorgemaßnahme, die eine werdende Mutter und ihr Kind bis in das Alter von etwa 5 Jahren begleitet. Er ist kostenlos und nicht verpflichtend, jedoch eine notwendige Voraussetzung für weitere Sozialleistungen. Im Juni 2021 beschloss der österreichische Nationalrat die Weiterentwicklung des Mutter-Kind-Pass zu einem Eltern-Kind-Pass der bis zum 18. Lebensjahr des Kindes gelten soll.

## Der Mutter-Kind-Pass
Den Mutter-Kind-Pass bekommt die werdende Mutter ab der Feststellung einer Schwangerschaft vom zuständigen Frauenarzt, vom Hausarzt oder von Schwangerenberatungsstellen.
In diesem Heftchen werden die Ergebnisse von Vorsorgeuntersuchungen sowohl während der Schwangerschaft als auch in den ersten Lebensjahren des Kindes dokumentiert. Beigelegt sind auch ein Impfpass und Informationen für werdende Mütter.
Der Mutter-Kind-Pass hat eine Größe von 15,7 × 9,5 cm.

## Gesundheitsvorsorge
Die im Mutter-Kind-Pass-Programm vorgesehenen Untersuchungen dienen zur Früherkennung und rechtzeitigen Behandlung von Schwangerschaftskomplikationen sowie zur Kontrolle des Entwicklungsstandes des Kindes. Zudem können die im Pass enthaltenen Informationen in Notfällen eine rasche und adäquate medizinische Versorgung begünstigen.
Der Mutter-Kind-Pass bzw. die darin vorgesehenen Untersuchungen sind gesetzlich nicht vorgeschrieben, der lückenlose Nachweis aller Untersuchungen ist aber Voraussetzung für die Gewährung des vollen Kinderbetreuungsgeldes ab dem 21. Lebensmonat. Alle Untersuchungen sind kostenlos, auch wenn keine Krankenversicherung für Mutter oder Kind besteht.

## Geschichte
Seit der Einführung des Mutter-Kind-Passes im Jahre 1974 unter der Gesundheitsministerin Ingrid Leodolter wurde das Untersuchungsprogramm mehrfach erweitert und verändert. Lag der Fokus zu Beginn auf der Verringerung der Säuglingssterblichkeit, ist mittlerweile auch die Früherkennung von Fehlentwicklungen im Säuglings- und Kindesalter ein Schwerpunkt.
Die Einhaltung der vorgesehenen Untersuchungen war zunächst Voraussetzung für die Auszahlung der Geburtenbeihilfe. Nach deren Abschaffung nahm die Zahl der Mutter-Kind-Pass-Untersuchungen deutlich ab, so dass 1997 ein Mutter-Kind-Pass-Bonus in Höhe von 2000 Schilling eingeführt wurde. Seit 2002 gilt die Regelung, dass bei Nichteinhaltung der ersten zehn vorgesehenen Untersuchungen das Kinderbetreuungsgeld ab dem 20. Monat um die Hälfte gekürzt wird.

## Untersuchungen
Bis zur Geburt des Kindes werden alle relevanten Daten zur Gesundheit der Mutter wie z. B. Blutgruppe, Eisen- und Zuckergehalt im Blut, Untersuchungsergebnisse für Erb- und Infektionskrankheiten (HIV, Röteln, Toxoplasmose, Syphilis) etc., zum Zustand des Kindes wie z. B. Lage, Gewicht, Größe etc. und der voraussichtliche Geburtstermin eingetragen.
Beide vorgesehenen Ultraschalluntersuchungen sind, wie alle Untersuchungen, freiwillig. Sämtliche Ultraschalluntersuchungen sind nicht relevant für den Erhalt des Kinderbetreuungsgeldes (siehe S. 5 im Mutter-Kind-Pass).
Folgende Untersuchungen sind während der Schwangerschaft vorgesehen (Stand Jänner 2010):
- Ultraschall-Untersuchung in der 8.–12. Schwangerschaftswoche (SSW)[2][3]
- gynäkologische Untersuchung bis Ende der 16. SSW einschließlich einer Laboruntersuchung und eines HIV-Tests[2][3]
- gynäkologische Untersuchung in der 17.–20. SSW (inkl. interne Untersuchung)
- Ultraschall-Untersuchung in der 18.–22. SSW
- gynäkologische Untersuchung in der 25.–28. SSW (inkl. Laboruntersuchung und Oraler Glukosetoleranztest[2][3])
- gynäkologische Untersuchung in der 30.–34. SSW (inkl. Ultraschall)
- gynäkologische Untersuchung in der 35.–38. SSW

Zusätzlich besteht die Möglichkeit einer freiwilligen Hebammen-Beratung in der 18. bis 22. SSW; diese ist nicht Voraussetzung für den Erhalt des vollen Kinderbetreuungsgeldes.
Für Kinder sind folgende Untersuchungen vorgesehen:
- Untersuchung des Kindes in der 1. Lebenswoche (inkl. Hüftultraschall)
- Untersuchung des Kindes in der 4.–7. Lebenswoche (inkl. orthopädischer Untersuchung)
- Untersuchung des Kindes im 3.–5. Lebensmonat
- Untersuchung des Kindes im 7.–9. Lebensmonat (inkl. HNO-Untersuchung)
- Untersuchung des Kindes im 10.–14. Lebensmonat (inkl. Augenuntersuchung)
- Untersuchung des Kindes im 22.–26. Lebensmonat (inkl. Augenuntersuchung beim Facharzt)
- Untersuchung des Kindes im 34.–38. Lebensmonat
- Untersuchung des Kindes im 46.–50. Lebensmonat
- Untersuchung des Kindes im 58.–62. Lebensmonat